# Oberprokurátor
Oberprokurátor (rusky: Oбер-прокурор Святейшего Правительстующего Синода) byl nejvyšší státní úředník spravující záležitosti pravoslavné církve v Rusku a hlava Nejsvětějšího synodu mezi léty 1722–1917.
Úřad byl zřízen Petrem I. Velikým v roce 1722 jako projev jeho snahy zcela svázat pravoslavnou církev se státem a jeho zájmy. Mezi léty 1726–1741 nicméně úřad nebyl obsazen. Během 18. a začátku 19. století se prokurátorovy pravomoci a postavení měnilo; v době vládní reformy Alexandra I. byl oberprokurátor přímo odpovědný panovníkovi, později roku 1817 byl podřízen nově zřízenému ministerstvu kultu (duchovních věcí) (1817–1824). Od roku 1836 získal oberprokurátor prakticky pravomoci ministra pro otázky ruské církve.
K politicky nejvlivnějším oberprokurátorům patřil Konstantin P. Pobědonoscev v letech 1880–1905.